# Gilbert Renault
Gilbert Renault (geboren am 6. August 1904 in Vannes; gestorben am 29. Juli 1984 in Guingamp) war ein französischer Widerstandskämpfer während der Deutschen Besetzung Frankreichs im Zweiten Weltkrieg.
Renault kam als Ältester von neun Geschwistern zur Welt. Sein Vater, Lehrer für Englisch und Philosophie und später Generalinspekteur einer Versicherungsgesellschaft, starb 1925. Die Mutter Marie, geb. Decker, war eine Enkelin des Komponisten Théodore Decker. Gilbert besuchte das Collège Saint-François Xavier in Vannes und studierte nach dem Abitur Jura in Rennes. 1924 trat er in die Dienste der Banque de France, Ende der 1930er Jahre versuchte er vergeblich, als Filmproduzent tätig zu werden. 1939 war er Vater von vier Kindern.
Im Juni 1940 weigerte er sich, den Waffenstillstand mit dem Deutschen Reich zu akzeptieren. Zunächst versuchte er, nach Nordafrika zu kommen, erreichte dann aber von Le Verdon-sur-Mer aus an Bord eines norwegischen Frachtschiffs am 22. Juni 1940, dem Tag der Unterzeichnung des Waffenstillstandsabkommens, Großbritannien.
Gleich nach seiner Ankunft engagierte er sich bei den Forces françaises libres (FFL), die auf der Seite der Alliierten weiter gegen das nationalsozialistische Deutschland, dessen Verbündete und das Vichy-Regime kämpften. Als Delegationsleiter zweiten Ranges des FFL-Nachrichtendiensts kehrte er bereits Anfang August über Spanien nach Frankreich zurück. Charles de Gaulle hatte ihm den Auftrag erteilt, die Bewegungen der deutschen Feinde an der Atlantikküste von der Bretagne bis zur spanischen Grenze auszuspähen.
Zu diesem Zweck rief Renault im November 1940 die Confrérie Notre-Dame (CND) ins Leben. Diese Organisation breitete sich schnell über die gesamte besetzte Zone und bis nach Belgien hinein aus. Die schließlich 1682 Mitarbeiter zählende CND arbeitete mit der von Alfred Touny geleiteten Organisation Civile et Militaire (OCM) zusammen, deren Erkenntnisse sie an das Bureau central de renseignements et d’action (BCRA) der FFL weiterleitete. Dank der Informationen durch die CND konnten die Briten die deutschen Schlachtschiffe Bismarck (1941) und Scharnhorst (1943) versenken sowie das Schlachtschiff Gneisenau (1942) schwer beschädigen.
1941 nahm Renault den Tarnnamen (Colonel) Rémy an. Ende Februar 1942 brach er mit einem Flugzeug des Typs Westland Lysander nach England auf, von wo er Ende März auf die gleiche Weise zurückkehrte. Während Rémys Abwesenheit leitete François Faure alias Paco die CND. Um der Verfolgung durch die Gestapo zu entgehen, floh Rémy und setzte am 17. Juni 1942 mit mehreren Familienmitgliedern von Pont-Aven aus auf einem Fischerboot nach Großbritannien über. Mit sich führte er einen Plan des Abschnitts zwischen Cherbourg und Honfleur der deutschen Verteidigungsanlage Atlantikwall. Diese Karte diente als Grundlage für die Vorbereitungen der Operation Neptune, der Landung der alliierten Truppen am 6. Juni 1944 in der Normandie.
Die Gestapo rächte sich für Rémys Entkommen, indem sie seine Mutter, seinen Bruder und fünf seiner Schwestern verhaftete. Die Schwestern Maisie und Madeleine (beide über mehrere Zwischenstationen in das Konzentrationslager Ravensbrück) sowie der Bruder wurden deportiert, sein Bruder kehrte nicht mehr zurück.
Wieder in Frankreich organisierte Rémy erste Kontakte zwischen den Widerstandsgruppen France Combattante und Francs-tireurs et partisans sowie der im Untergrund tätigen Kommunistischen Partei (PCF). Im Januar 1943 begleitete er Fernand Grenier, den Vertreter der PCF, nach London. Durch den Verrat zweier Funker wurde die CND im November 1943 weitgehend zerstört; Rémy konnte abermals nach England fliehen. Im folgenden Monat formierte Marcel Verrière alias Lecomte aus – unter dem Namen „Castille“ – noch aktiven Zellen dessen Nachfolgeorganisation Confrérie Notre-Dame Castille (CND-Castille).
Bei der Befreiung von Paris war es Rémys Auftrag, an der Spitze von etwa 60 Offizieren das Hauptquartier des deutschen Militärbefehlshabers in Frankreich, das Pariser Hotel Majestic, zu beschlagnahmen, dort die Nachrichtenzentrale der Direction générale des services spéciaux einzurichten und die deutschen Archive zu sichern.
Nach dem Krieg war Renault vorübergehend Mitarbeiter im Stab de Gaulles und organisierte die großen Versammlungen dessen neu gegründeter Partei Rassemblement du peuple français (RPF). Hauptsächlich arbeitete er jedoch als Schriftsteller und verfasste u. a. zahlreiche biografische Werke sowie Spionage- und Kriminalromane. La Ligne de démarcation wurde von Claude Chabrol, Le Monocle noir von Georges Lautner verfilmt. In deutscher Übersetzung erschien 1955 sein Buch Les Caravelles du Christ (Die Karavellen Christi).
Renault erhielt zahlreiche Auszeichnungen und wurde zum Kommandeur der Ehrenlegion sowie zum Compagnon de la Libération ernannt.